# Helmut Mayer
Helmut Mayer (n. 4 martie 1966, Waiern⁠(d), Carintia, Austria) este un schior alpin ce a reprezentat Austria, medaliat olimpic. A participat la o ediție a Jocurilor Olimpice (1988) în care a câștigat o medalie de argint.

## Participări
Lista de mai jos prezintă principalele competiții la care a participat Helmut Mayer de-a lungul carierei.
- alpine skiing at the 1988 Winter Olympics – men's Super-G[*]